# Michael Smith (baloncestista de 1995)
Michael Smith (South San Francisco, California, 6 de julio de 1995) es un jugador de baloncesto estadounidense. Con 1,93 metros de estatura, juega en la posición de escolta.

## Trayectoria
Formado académica y deportivamente en la Universidad Bautista de California, formó parte de la plantilla de los California Baptist Lancers durante la totalidad de su ciclo universitario (2013 a 2017) compitiendo en la Division II de la NCAA. En sus dos últimos años ganó notoriedad a nivel nacional, siendo galardonado sucesivamente en 2016 y 2017 con la mención All-America otorgada por la Asociación Nacional de Entrenadores (NABC) y elegido, también en ambos años, Jugador del Año de la conferencia Pacific West. Smith registró unos promedios de 24,8 puntos y 6,2 rebotes en su última temporada universitaria, lo que le valió para ser invitado a los campus de entrenamientos previos al draft de la NBA por Los Angeles Lakers.
En junio de 2024 se unió a los Diablos Rojos del México de la LNBP.